# Janina Kwiecińska
Janina Kwiecińska z domu Górnicka (ur. 10 listopada 1900 w Grodnie, zm. 9 września 1972 w Warszawie) – polska aktorka teatralna, Sprawiedliwa wśród Narodów Świata.

## Życiorys
Janina Kwiecińska była aktorką teatralną zamieszkałą w Warszawie. Od czasu zamknięcia getta warszawskiego udostępniała swoje mieszkanie przy ulicy Kruczej 42 żydowskim znajomym z teatru zbiegłym z getta, a także wykorzystywała swoje powiązania z polskim podziemiem, aby zapewnić żydowskim uchodźcom stałe kryjówki i fałszywe dokumenty. Wśród ukrywanych osób był Zygmunt Keller (vel Antoni Serbiewski) oraz Helena Nowacka vel Tejblum (później Rabinovitza) i jej syn (Solomon) Seweryn Nowacki (vel Andre / Andrzej Tejblum). Po kapitulacji powstania warszawskiego Kwiecińska wędrowała po okolicznych wsiach z córkami i żydowskimi podopiecznymi do czasu wyzwolenia terenu przez Armię Czerwoną w styczniu 1945 r. Trzy córki Kwiecińskiej: Janina, Maria i Hanna pomagały jej w opiece nad ukrywanymi Żydami.
13 września 1989 r. Jad Waszem uznał Janinę Kwiecińską oraz jej córki: Janinę Bagłajewską, Marię Zdanowicz oraz Hannę Morawiecką, za Sprawiedliwe wśród Narodów Świata.